# Giuseppe Pella

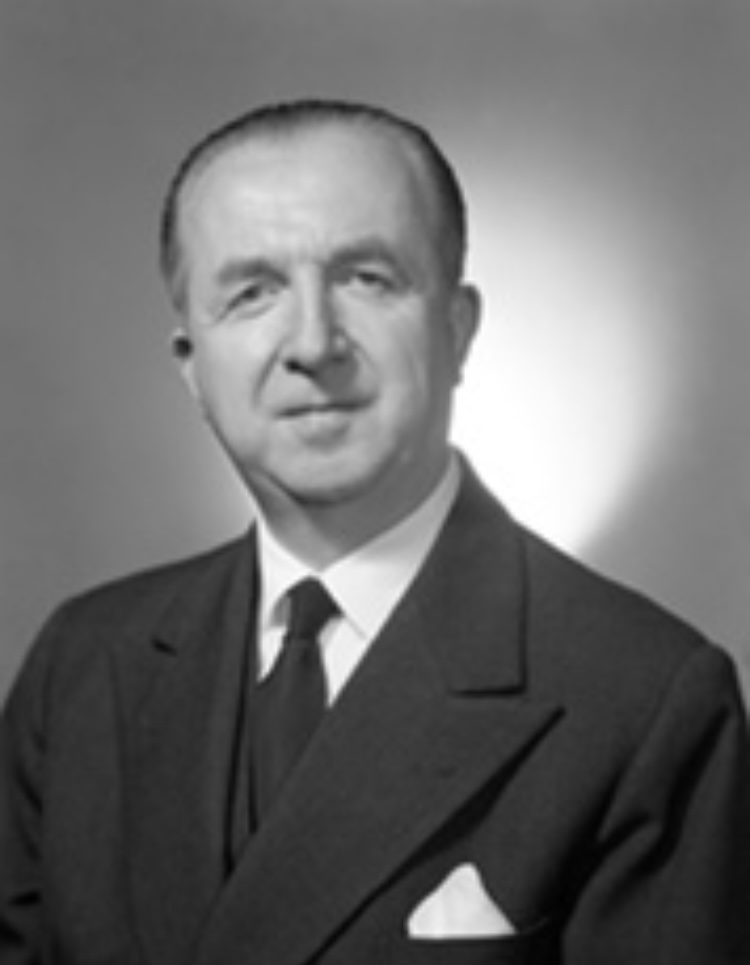
Giuseppe Pella.

Giuseppe Pella (Valdengo, 18 april 1902 – Rome, 31 mei 1981) was een Italiaans christendemocratisch staatsman. Hij werd geboren in een katholieke familie. Pella studeerde economie en was lector aan een universiteit. Hij was zeer actief in de Katholieke Actie van Italië (katholieksociale beweging). Na de oprichting van de Democrazia Cristiana (1943) werd hij lid van die partij.
In 1946 werd Pella in de grondwetgevende Assemblée gekozen en tot onderminister van Financiën benoemd; in 1948 in de Kamer van Afgevaardigden voor de Democrazia Cristiani (DC). Van 1947 tot 1948 was hij minister van Financiën en tot 1953 minister van Begrotingszaken in de regeringen van Alcide De Gasperi.
In 1953 werd Giuseppe Pella minister-president, minister van Buitenlandse Zaken en van Begrotingszaken. In januari 1954 diende hij zijn ontslag in, nadat hij tevergeefs getracht had de christendemocraten ervan te overtuigen dat een meer rechtse oriëntatie noodzakelijk was voor het voortleven van zijn regering, in verband met de steun van de Nationaal Monarchistische Beweging. Zijn regering wist de spanningen met Joegoslavië omtrent de havenstad Triëst niet te verminderen.
Van november 1954 tot december 1955 was hij voorzitter van de Europese Gemeenschap van Kolen en Staal (voorloper EEG). In 1957 werd Pella vicepremier en tevens minister van Buitenlandse Zaken (tot 1958).
Van 1959 tot 1960 was Pella nogmaals minister van Buitenlandse Zaken.